# Turda
Turda är en stad i länet Cluj i nordvästra Rumänien. Staden hade 47 744 invånare (2011).